# (17055) 1999 GP3
1999 جي بي 3 (ويعرف أيضًا باسم (17055) 1999 جي بي 3 وفق تسمية الكوكب الصغير) (بالإنجليزية: 1999 GP3)‏ هو كويكب ضمن حزام الكويكبات؛ وترتيبه 17055 من حيث الاكتشاف.
اكتُشف هذا الجُرم الفلكي بواسطة Robert G. Sandness ‏ في 6 أبريل 1999.

## وصلات خارجية
- (17055) 1999 GP3 في قاعدة بيانات مختبر الدفع النفاث لأجرام النظام الشمسي الصغيرة

- الاكتشاف · مخطط المدار ·  العناصر المدارية · المعلمات المادية

- (17055) 1999 GP3 على موقع ويكي سكاي: DSS2, SDSS, GALEX, IRAS, Hydrogen α, X-Ray, Astrophoto, Sky Map, Articles and images